# Ægte ingefær
Ingefær (Zingiber officinale) er en gammel kulturplante fra Sydøstasien, der bruges som krydderi i mange køkkener over hele verden.[kilde mangler]

## Madlavningsbrug
Unge ingefærrødder, som egentlig er rhizomer, er saftige og har en meget mild smag, hvilket gør, at de ofte bliver syltet i eddike eller sherry som lækkerbidsken eller bare brugt i tilberedningen af anden mad. Ældre ingefærrødder er betydeligt mere tørre og har seje fibre. Saften fra ældre ingefærrødder har en stærk smag og bruges ofte i asiatisk mad til at skjule andre stærke smagsstoffer[kilde mangler], såsom i lammekød og fisk.
Ingefær bliver også lavet til slik, brugt som smagsstof i småkager og er det primære smagsstof i ginger ale (oversat ingefærsaft), en sød læskedrik.
I vestlig madlavning bliver ingefær næsten kun brugt til søde sager[kilde mangler], såsom ginger ale, småkager, slik og kager.
Tørret ingefærpulver har en meget skarp smag, der ikke minder meget om frisk ingefær. Af denne grund kan man ikke anvende en af de to former for ingefær som erstatning for den anden.

## Ernæring
Tørret, stødt ingefær (10 % vand) indeholder højt indhold af flere essentielle næringsstoffer, særligt mangan. På grund af det høje vandindhold (80 %) har rå ingefærrod generelt lavere ernæringsindhold udtrykt pr. 100 gram.

## Økonomi og udbredelse
Ingefær dyrkes i det meste af den tropiske del af verden. De dyreste varianter, og også dem af højeste kvalitet, kommer almindeligvis fra Australien, Sydindien og Jamaica, selv om det meste ingefær bliver dyrket i Indien. Plantens oprindelse er ukendt.

## Medicinsk brug
Det er blevet påvist[kilde mangler], at ingefær er effektivt mod kvalme forårsaget af blandt andet transportsyge. Ingefærrodden har også et stort indhold af antioxidanter, og pulveriseret tørret ingefær anvendes i medicinske piller. Drikken ginger ale har også altid været anbefalet mod kvalme i de lande, hvor den brygges.
Enkelte videnskabelige studier har vist, at et ingefærindtag kan forbedre tilstanden hos slidgigtlidende, heruden mindske lettere smerter og stivhed samt give øget bevægelighed. Gigtforeningen oplyser dog, at der er behov for flere og længerevarende undersøgelser af god kvalitet.

## Eksterne Henvisninger
- Ingefær til medicinsk brug Arkiveret 6. april 2007 hos  Wayback Machine

1. ↑  "Faostat". Arkiveret fra originalen 19. juni 2012. Hentet 24. januar 2010.
2. ↑  Alternativ behandling – for dig med gigt

- Wikimedia Commons har flere filer relateret til Ægte ingefær

| Mad og drikke | Spire Denne artikel om mad og drikke er en spire som bør udbygges. Du er velkommen til at hjælpe Wikipedia ved at udvide den. |